# Köprülü
Pour les articles homonymes, voir Koprulu.
Cette page explique l’histoire ou répertorie les différents membres de la famille Köprülü.

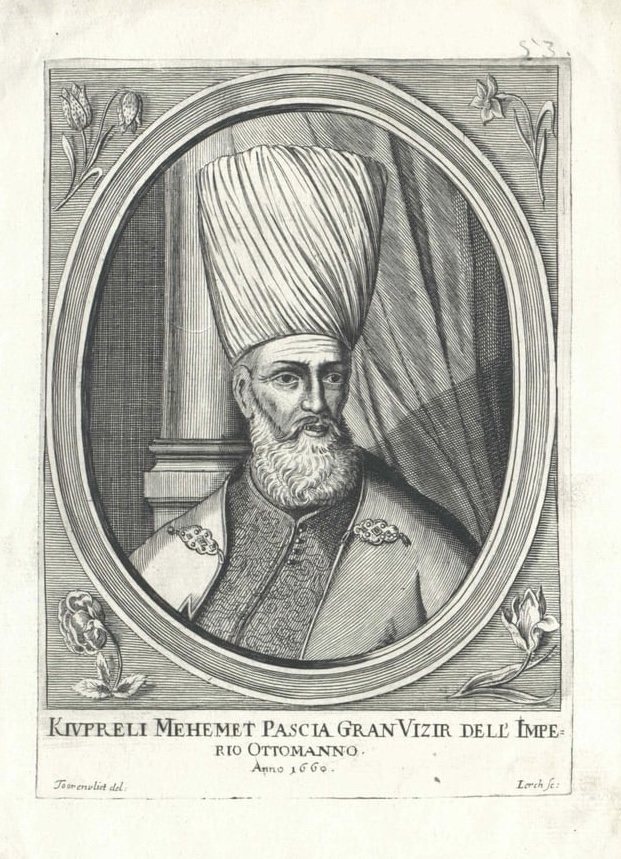
Grand Vizir Mehmed Köprülü de l'Empire Ottoman

Köprülü est le nom d’une famille de grands vizirs et de pachas de l’Empire ottoman d’origine albanaise, installée dans la ville de Köprü (pont), actuelle Vezirköprü (pont du vizir) dans la province de Samsun, qui lui a donné son nom.
En 1656, Mehmet Köprülü arrive au pouvoir à Constantinople et inaugure une période de plus de vingt-cinq ans de stabilité gouvernementale, de redressement politique et militaire et plus largement de restauration de prestige de l’Empire ottoman, l'Ère Köprülü. Cette politique est poursuivie par son fils et successeur, Ahmed Pacha (1661-1676) puis par son gendre Kara Mustafa (1676-1683). Celui-ci en particulier accable les ambassadeurs et surtout les marchands étrangers de lourdes amendes.
| Nom                   | années       | Grand vizir en | Sultan(s)              |
| --------------------- | ------------ | -------------- | ---------------------- |
| Mehmet Köprülü        | 1583 – 1661  | 1656 – 1661    | Mehmed IV              |
| Fazil Ahmet Köprülü   | 1635 – 1676  | 1661 – 1676    | Mehmed IV              |
| Kara Mustafa (adopté) | 1634 – 1683  | 1676 – 1683    | Mehmed IV, Suleiman II |
| Fazıl Mustafa Köprülü | 1637 – 1691  | 1689 – 1691    | Suleiman II, Ahmet II  |
| Köprülü Hüseyin Pacha | mort en 1702 | 1697 – 1702    | Mustafa II             |
| Numan Köprülü         | mort en 1719 | 1710 – 1711    | Ahmet III              |
| Abdullah Köprülü      | mort en 1735 | 1723 – 1735    | Ahmed III, Mahmud Ier  |